# Teeradon Supapunpinyo
Teeradon Supapunpinyo (tiếng Thái: ธีรดนย์ ศุภพันธุ์ภิญโญ, phiên âm: Thi-ra-đon Su-ba-ban-bin-do, sinh ngày 27 tháng 4 năm 1997) còn có nghệ danh là James (เจมส์), là một diễn viên, ca sĩ và người mẫu người Thái Lan. Anh được biết đến nhiều nhất với vai diễn Sun trong Tuổi nổi loạn (2014–2015), vai Pat trong Thiên tài bất hảo (2017) và vai Min trong Linh hồn tạm trú (2018).
Anh là cựu thành viên của nhóm nhạc Nine by Nine (2018–2019) và Trinity (2019–2021).

## Tiểu sử và học vấn

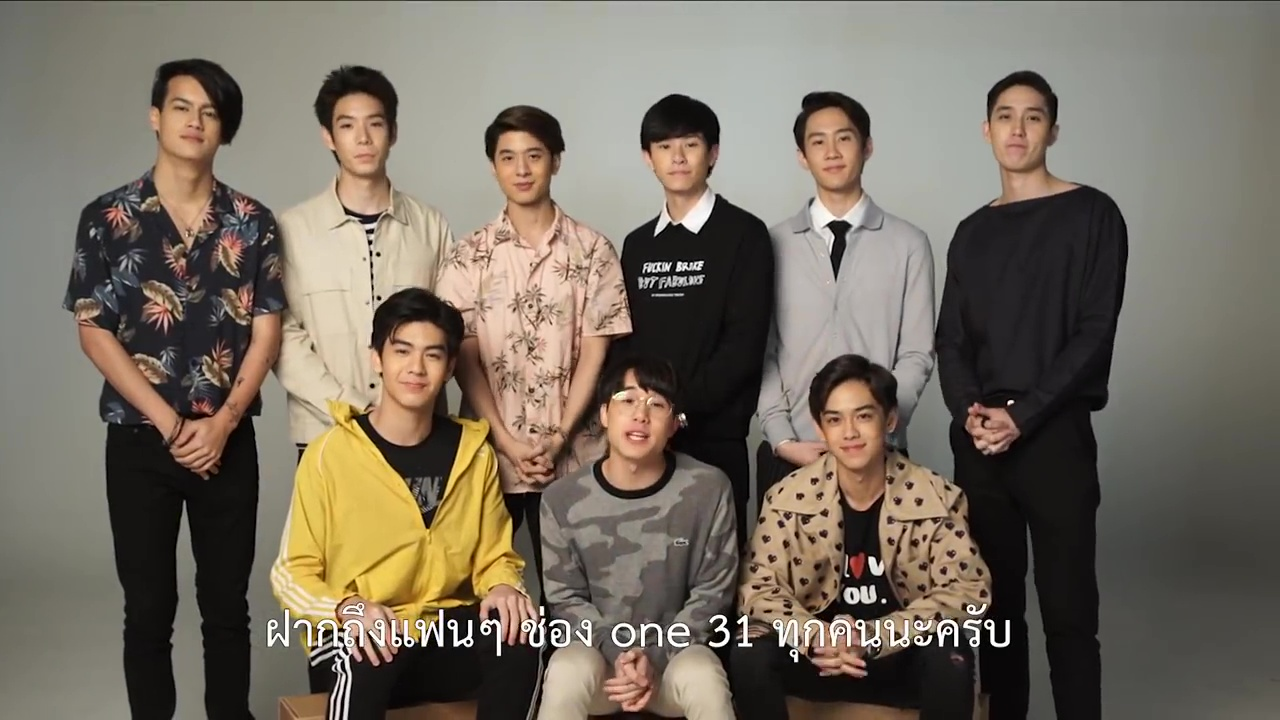
James trong nhóm nhạc Nine by Nine (9by9)

James sinh ngày 27 tháng 4 năm 1997 tại Băng Cốc, Thái Lan.
Anh học trung học tại trường Suankularb Wittayalai và tốt nghiệp Cử nhân khoa Báo chí và Truyền thông đại chúng Đại học Thammasat.

## Sự nghiệp
James bắt đầu sự nghiệp diễn xuất của mình vào năm 2014 thông qua Hormones: The Next Gen, một chương trình truyền hình thực tế tìm kiếm tài năng được sản xuất bởi Nadao Bangkok (một công ty con của GTH), chương trình tìm kiếm các diễn viên cho mùa 2 và 3 của bộ phim Tuổi nổi loạn đình đám vào năm trước. James lần đầu tiên xuất hiện trong mùa 2 của series với vai phụ Sun, và trở thành một nhân vật chính trong mùa thứ 3.
Anh đã xuất hiện trong nhiều sản phẩm truyền hình khác được sản xuất bởi GTH và các công ty con, bao gồm cả tuyển tập kinh dị Ngôi trường ma ám và phim ngắn Về đây bên anh vào năm 2015, phần Promlikit (Định mệnh) của loạt phim 2016 Love Songs Love Series và phần tiếp theo của nó vào năm 2017.
Năm 2017, James đã có vai diễn điện ảnh đầu tiên của mình trong siêu phẩm Thiên tài bất hảo, trong đó anh đóng vai Pat. Sau đó, anh thể hiện vai diễn một cậu thiếu niên bị trầm cảm trong phim truyền hình Project S The Series.
Năm 2018, anh có vai chính đầu tiên trong phim điện ảnh Linh hồn tạm trú.

## Các phim đã tham gia

### Phim điện ảnh
| Năm  | Tên gốc                           | Tên tiếng Việt                 | Vai                  |
| ---- | --------------------------------- | ------------------------------ | -------------------- |
| 2017 | Bad Genius                        | Thiên tài bất hảo              | Pat                  |
| 2018 | Homestay                          | Linh hồn tạm trú               | Min                  |
| 2022 | Haunted Universities 2nd Semester | Chuyện ma giảng đường học kì 2 | Tan                  |
| 2022 | Thirteen Lives                    | Mười ba sinh mạng              | Ekkaphon Chanthawong |

### Phim truyền hình
| Năm     | Tên gốc                                         | Tên tiếng Việt               | Vai           | Ghi chú                      |
| ------- | ----------------------------------------------- | ---------------------------- | ------------- | ---------------------------- |
| 2014    | Hormones: The Next Gen                          |                              | Chính mình    | Chương trình thực tế         |
| 2014–15 | Hormones: The Series                            | Tuổi nổi loạn                | Sun           | Mùa 2 và 3                   |
| 2015    | ThirTEEN Terrors                                | Ngôi trường ma ám            | Game          | Tập "Siang Tam Sai"          |
| 2015    | Stay The Series                                 | Về đây bên anh               | Jeang         |                              |
| 2016    | Diary of Tootsies                               | Nhật ký yểu điệu thục nam    | Người pha chế | Khách mời (tập 3)            |
| 2016    | Love Songs Love Series: Destiny                 | Những bản tình ca: Định mệnh | Time          | Phần "Promlikit" (Định mệnh) |
| 2017    | Love Songs Love Series To Be Continued: Destiny |                              | Time          | Phần "Promlikit" (Định mệnh) |
| 2017    | Project S The Series                            |                              | Boo           | Phần "SOS"                   |
| 2018    | In Family We Trust                              | Biến cố gia tộc              | Vegas         |                              |
| 2019    | Great Men Academy                               | Love học mỹ nam              | Love          |                              |
| 2019    | The Stranded                                    | Mắc kẹt                      | Nhóm phía bắc | Khách mời (tập 7)            |
| 2021    | Girl From Nowhere 2                             | Cô gái đến từ hư vô 2        | Nanai         | Tập "Có thai"                |
| 2024    | The Believers                                   | Satu: Tín đồ                 | Win           |                              |